# Castlebar
Castlebar (irisch Caisleán an Bharraigh) ist die mit 13 054 Einwohnern (2022) größte Stadt des irischen Countys Mayo und zugleich dessen Verwaltungssitz (Sitz des Mayo County Councils).

## Geschichte

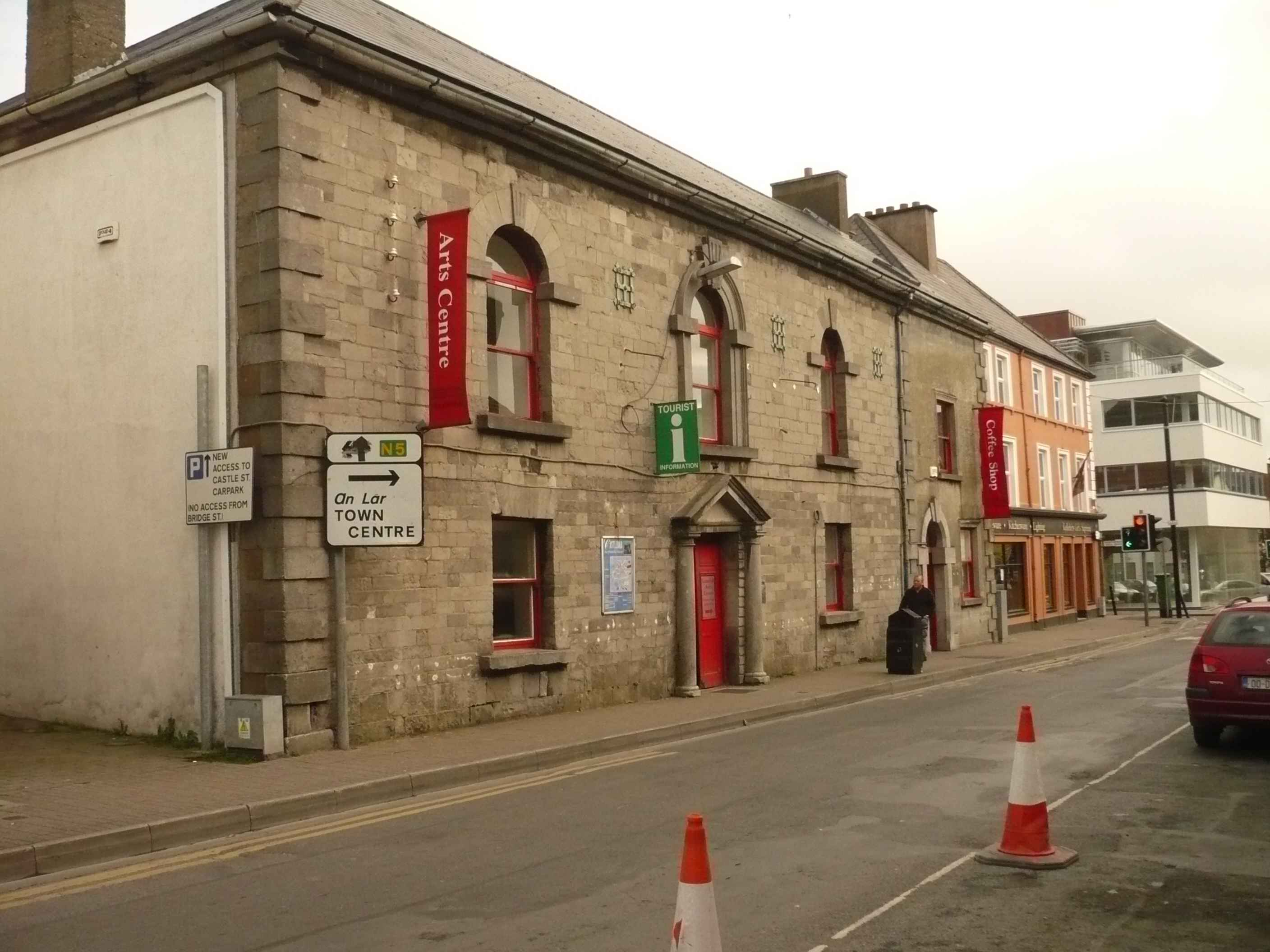
Ehemalige Linenhall

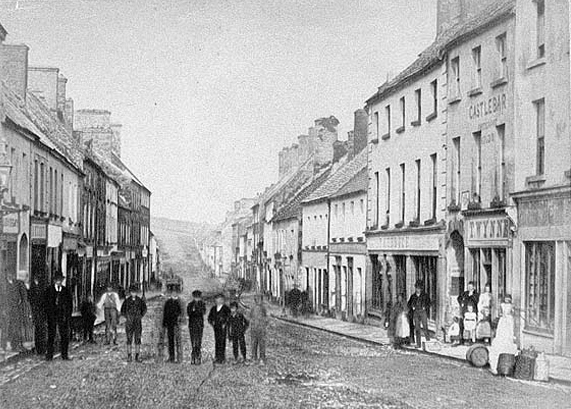
Main Street um 1880

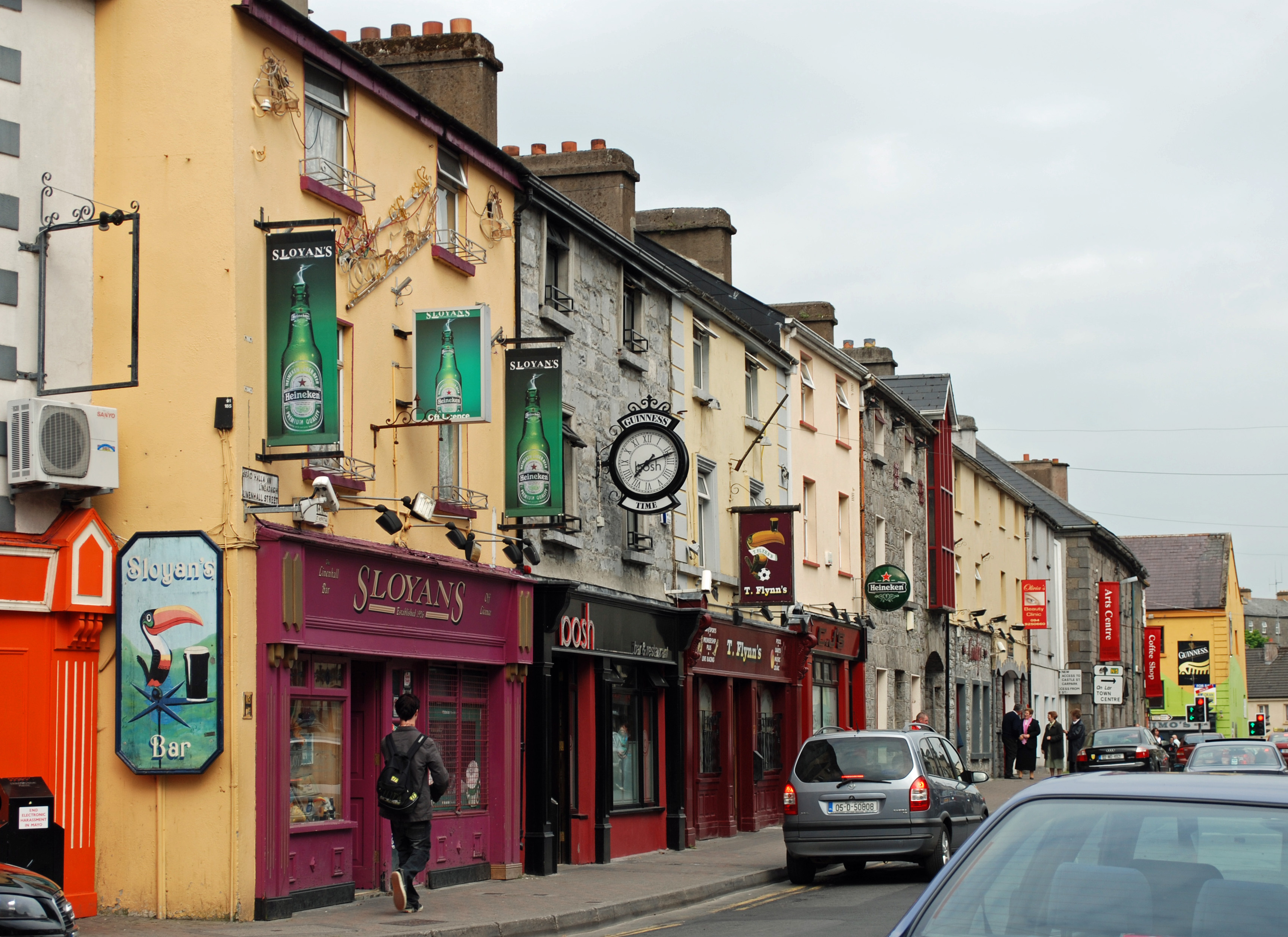
Linenhall Street in Castlebar (2008)

Im Jahr 1235 gründete der Normanne De Barrie an der Stelle eine Burg (Castle Barry), die dem Ort seinen Namen gab. Auch der irische Name Caisleán an Bharraigh bedeutet Barry’s Castle. Ab dem 15. Jahrhundert herrschte dort der Clan der De Burgo. 1574 wurde Edmond De Burgo hingerichtet und George Bingham wurde Statthalter des englischen Königs der Provinz Connacht. Ab 1584 residierte die Familie Bingham im Lawn House in Castlebar. 1691 wurde Castlebar Garnisonstadt, 1776 erhielt Charles Bingham den Titel Earl of Lucan bzw. Lord Lucan.
1739 wurde der Grundstein der anglikanischen Kirche gelegt, 1785 jener der methodistischen Kirche. Ebenfalls 1785 wurde Daly’s Hotel gegründet, wo die zwischen Ballinasloe und Westport verkehrenden Postkutschen Halt machten. Gegenüber stand damals der Galgenbaum, an dem 1798 der patriotisch gesinnte Priester Conroy gehenkt wurde. 1834 wurde das Gerichtsgebäude errichtet.
In den 1770er Jahren kamen Pflanzer aus dem Norden der Insel, um den Anbau von Flachs und die Leinenindustrie voranzutreiben. 1790 ließ Charles Bingham, 1. Earl of Lucan die Linenhall (Leinenhalle) bauen. Dort wurden Flachsfasern gehechelt. Zudem diente die Halle als „Niederlage“ (das heißt Lager- und Handelsplatz) für Leinwand und zur Aufbewahrung von Webstühlen. Heute ist darin das Linenhall Arts Centre untergebracht.
Im Verlauf der Rebellion von 1798 bezwangen im August jenes Jahres 5000 Aufständische, unterstützt von 2000 französischen Soldaten, in der Schlacht von Castlebar zunächst die britischen Truppen. Die von ihnen ausgerufene Republic of Connaught konnte sich aber nur gut zwei Wochen lang halten. John Moore, nach der Befreiung Castlebars erster Präsident dieser Republik, starb 1799 in britischer Gefangenschaft in Waterford Harbour; seine sterblichen Überreste wurden 1961 nach Castlebar überführt.
1862 erhielt Castlebar einen Bahnhof an der Bahnstrecke (Dublin–)Portarlington–Westport. 1901 wurde die neue Kirche (Church of the Holy Rosary) geweiht.

## Wirtschaft und Verkehr

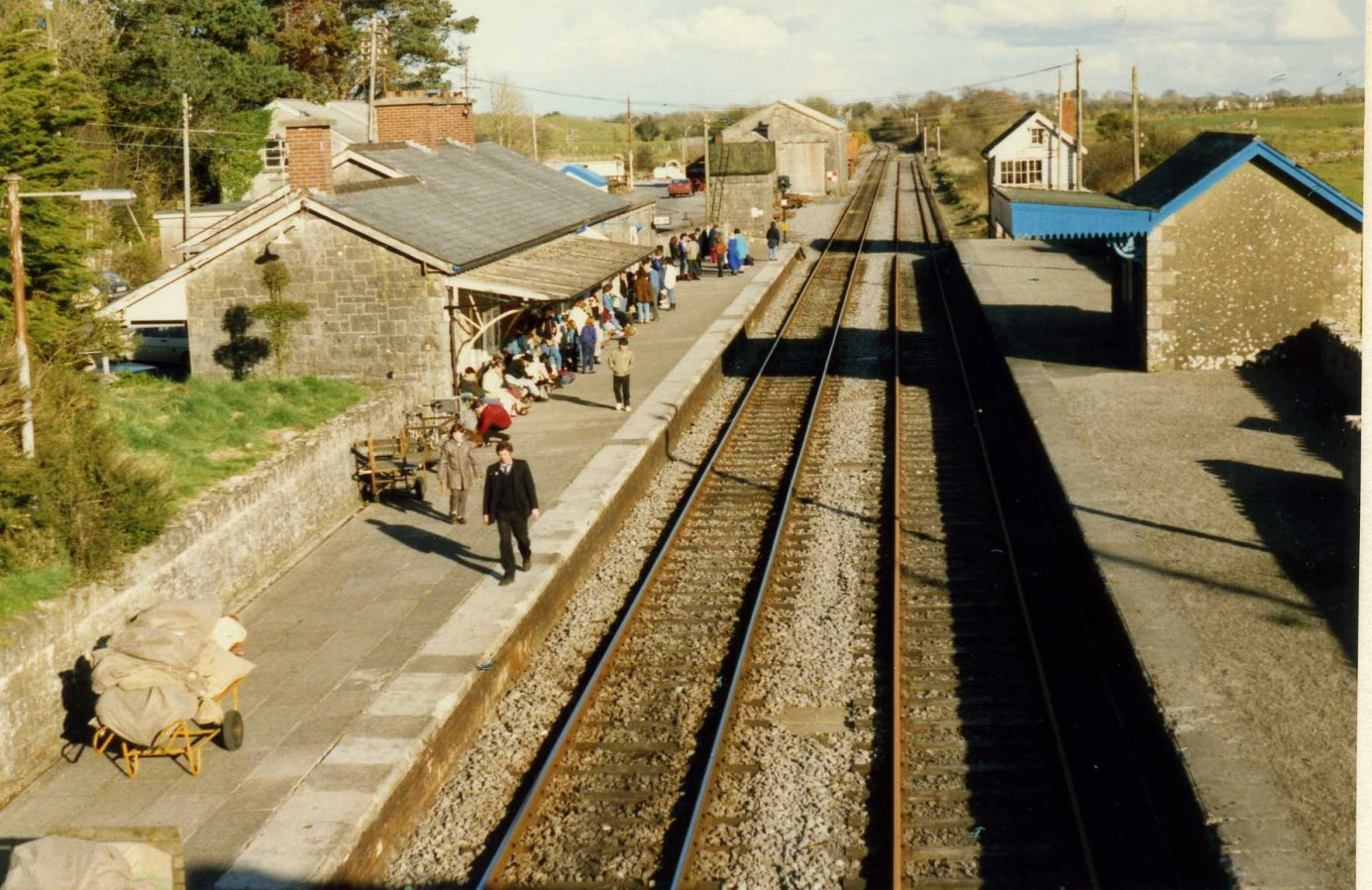
Bahnhof (1989)

Castlebar liegt am Verkehrsknotenpunkt zweier Straßen (der N5 von Westport nach Dublin und der N60 nach Galway). Die Bevölkerung Castlebars stieg von 1996 bis 2022 von 8532 auf 13054 Bewohner. Die Hauptgeschäftsstraße im Zentrum ist (bis jetzt noch) hauptsächlich mit kleineren Läden gesäumt.
Ein weiterer Beleg für das Wachstum in Castlebar ist der seit 2023 in Planung befindliche neue Güterbahnhof, der erste Neubau seiner Art seit 50 Jahren.

## Universität
1994 als St Mary's Nursing College gegründet und im Mayo General Hospital, in Castlebar, untergebracht ist der heute unter ATU Mayo Campus firmierende Hochschulstandort Teil der Atlantic Technological University. Hier studieren mehr als 1.000 Studentinnen und Studenten die Fächer Erziehung im Freien, allgemeine Krankenpflege, Krankenpflege im Bereich psychische Gesundheit, Geschichte und Geografie, frühkindliche Erziehung und Pflege sowie Sozialpflege.

## Sehenswürdigkeiten
Das älteste Gebäude der Stadt ist die Christchurch der Kirche von Irland, deren Grundstein 1739 gelegt wurde.
Eine weitere Sehenswürdigkeit ist das 8 km östlich liegende Museum of Country Life mit einem alten Herrenhaus innerhalb der Anlage, welches man besichtigen kann.
Ansonsten zeigt sich die Stadt vergleichsweise arm an Sehenswürdigkeiten und historischen Stätten sowie touristischen Einrichtungen, wie sie unter anderem in Westport, der anderen größeren Stadt der näheren Umgebung, zu finden sind.

## Städtepartnerschaften
| - Höchstadt, Deutschland (Bayern) - Peekskill, Vereinigte Staaten - Auray, Frankreich | - Ballymena, Nordirland - Ancona, Italien - Vigo, Spanien |

## Weiterführende Schulen
- St. Gerald’s College De La Salle (nur Jungen)
- St Joesephs Convent (nur Mädchen)
- Davitt College (gemischt)

## Persönlichkeiten
- Heinrich O’Donnell von Tyrconell (1726–1789), k. k. Generalmajor und Ritter des Maria-Theresia-Ordens
- Louis Brennan (1852–1932), Erfinder und Konstrukteur
- Patrick Philbin (1874–1929), Tauzieher
- Ernst boris Chain (1906–1979), Nobelpreisträger für Medizin, starb in Castlebar
- Charles J. Haughey (1925–2006), Premierminister
- Pádraig Flynn (* 1939), EU-Kommissar
- Séamus Cunningham (* 1942), römisch-katholischer Bischof
- Michael Neary (* 1946), römisch-katholischer Erzbischof
- Enda Kenny (* 1951), Politiker (Fine Gael), Ministerpräsident (2011–2017)
- Maureen Kearney (* 1956), Gewerkschafterin
- Alan Dillon (* 1982), Politiker
- Aoibhinn Ní Shúilleabháin (* 1983), Musikerin, Fernseh- und Hörfunkmoderatorin
- Sally Rooney (* 1991), Schriftstellerin
- Captain Gallagher wurde 1818 hier gehängt